# Notasulga, Alabama
Notasulga là một thị trấn thuộc quận Macon, bang Alabama, Hoa Kỳ. Dân số năm 2009 là 826 người, mật độ đạt 23 người/km².

## Hình ảnh